# Zastava Yugo Florida

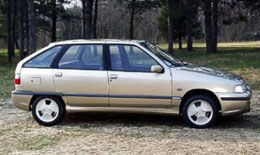
2004 Yugo Florida

Zastava Yugo Florida, även kallad Yugo Sana och Yugo Florida är en mindre bilmodell från den serbiska tillverkaren Zastava. Modellen introducerades 1987 i det dåvarande Jugoslavien (som dagens Serbien var en del av) och hade motorer från Fiat Tipo och en kaross ritad av Giorgetto Giugiaro, inte helt olik Citroën ZX. Florida hade sedan dess genomgått en del mindre kosmetiska förändringar, men tillverkades i stort sett oförändrad fram tills nedläggningen av Zastava år 2008.
De byggdes i både Serbien och Egypten och såldes endast i Östeuropa och norra Afrika, där den konkurrerade med lågprismodeller från Dacia, Lada och Daewoo.
I början av 1990-talet såldes den även i några västeuropeiska länder, men ratades på grund av dålig kvalitet. I samband med det inbördeskrig som rasade i Jugoslavien med start mitt i sommaren 1991 stannade produktionen och efter kriget marknadsfördes aldrig modellen i Västeuropa igen.
I och med Fiats övertagande av Zastava lades produktion av Yugo Florida ner i november 2008.